# 네고시에이터
《네고시에이터》(The Negotiator)는 독일과 미국에서 제작된 F. 게리 그레이 감독과 제임스 디모나코 각본의 1998년 액션, 범죄, 드라마, 미스터리, 스릴러 영화이다. 사무엘 L. 잭슨 등이 주연으로 출연하였고 데이비드 호버먼 등이 제작에 참여하였다.

## 출연

### 주연
- 사무엘 L. 잭슨
- 케빈 스페이시

### 조연
- 데이빗 모스
- 론 리프킨
- 존 스펜서
- J.T. 월쉬

## 기타
- 공동제작: 앨버트 베버리지
- 미술: 홀거 그로스
- 세트: 리처드 C. 고다드
- 의상: 프랜신 제이미슨 탠척
- 배역: 데이비드 루빈